# Manuel Sacristán Luzón
Manuel Sacristán Luzón (Madrid, 5 de setembre de 1925 — Barcelona, 27 d'agost de 1985) fou un pensador i escriptor espanyol. Catedràtic a la Facultat d'Economia de la Universitat de Barcelona, fou un dels principals introductors de les teories marxistes a Espanya, tant des del punt de vista ecologista com ecopacifista.

## Vida acadèmica
Manuel Sacristán estudià dret i filosofia a Barcelona. El 1954, però, marxà a Münster (República Federal Alemanya) per a fer-hi estudis de lògica i filosofia de la ciència. Al mateix temps, va prendre contacte amb el pensament marxista, especialment amb les obres de György Lukács i va conèixer Ulrike Meinhof, militant de la Fracció de l'Exèrcit Roig i de qui posteriorment va traduir al castellà i publicar pòstumament una antologia del seu pensament.
De nou a Barcelona fou professor no numerari des de 1956 a les facultats de filosofia i econòmiques. Va ensenyar Fonaments de Filosofia i Metodologia de les ciències. Visqué a l'Avinguda Diagonal, 527. Entre els seus alumnes hi havia Paco Fernández Buey.
La seva militància comunista va fer, però, que l'any 1965 fos expulsat de la Universitat. Va haver d'esperar la mort del dictador Francisco Franco per a ser-hi readmès i ser nomenat catedràtic de Metodologia de les Ciències Socials a la Universitat de Barcelona. A més, durant els anys 1982 i 1983 va ser docent a la Universitat Nacional Autònoma de Mèxic.

## Vida política
L'any 1955, al tornar d'Alemanya on havia cursat estudis sobre marxisme, es va integrar en una cèl·lula del PSUC que va organitzar Francesc Vicens, advocat. La seva activitat política el portà a la direcció del PSUC clandestí i va tenir un paper destacat en el moviment universitari català. Per causa de les seves idees marxistes, l'any 1965 fou expulsat de la Universitat de Barcelona. L'any següent, però, participà activament en la constitució del Sindicat Democràtic d'Estudiants de la Universitat de Barcelona, així com en la redacció del Manifest per una universitat democràtica. Fou arrestat poc després dels fets de la Caputxinada. Readmès per la universitat, fou novament expulsat l'any 1973, però el 1976 hi tornà per quedar-s'hi.
Molt marcat a Alemanya pel marxisme, fou un dels principals introductors a Espanya. La seva principal aportació teòrica rau en la crítica a l'antiracionalisme de Martin Heidegger i, en general, a donar una base lògica a la racionalitat que permetés superar l'existencialisme i el neopositivisme. Conseqüentment, va entendre la filosofia com una concepció del món basada en les ciències positives, i que només es pot estudiar des d'una perspectiva multidisciplinària.
Fou director de les revistes Materiales i Mientras Tanto, abordà la crisi del model soviètic, i la problemàtica del comunisme a l'estat espanyol, especialment davant la qüestió de les nacionalitats.
| « | Cal aprendre a viure intel·lectualment i moralment sense una imatge o «concepció» rodona i completa del «món» o de l'«ésser» o de l'«Ésser» | » |

És enterrat al cementiri de Guils (Cerdanya).

## Obres
- Las ideas gnoseológicas de Heidegger, (1958)
- Goethe (1963)
- Introducción a la lógica y al análisis formal, 1964
- Heine (1964)
- La formación del marxismo en Gramsci, 1967
- Brossa (1969)
- Lenin y el filosofar, 1970
- Raimon (1973)
- Panfletos y materiales (1983-1985)
- Pacifismo, ecología y política alternativa (1987)
- El orden y el tiempo: introducción a la obra de Antonio Gramsci (1998)
- M.A.R.X.: máximas, aforismos y reflexiones con algunas variables libres (2003)
- Escritos sobre el capital y textos afines (2004)
- Seis conferencias: sobre la tradición marxista y los nuevos problemas (2005)
- Lecturas de filosofía moderna y contemporánea (2007)